# Limão (distrito de São Paulo)
Limão es un distrito ubicado en la zona nordeste de la ciudad de Sao Paulo, Brasil. Administrativamente pertenece a la subprefectura de Casa Verde. 

## Distritos limítrofes
- Cachoeirinha (norte)
- Casa Verder (este)
- Barra Funda (sur)
- Freguesia do Ó (oeste)